# Lugagnano Val d’Arda
Lugagnano Val d’Arda (emilián nyelven Lügagnàn) település Olaszországban, Emilia-Romagna régióban, Piacenza megyében. Lakosainak száma 3889 fő (2023. január 1.). Lugagnano Val d’Arda Carpaneto Piacentino, Gropparello, Morfasso, Vernasca és Castell’Arquato községekkel határos.

## Népesség
A település lakossága az elmúlt években az alábbi módon változott:
| Lakosok száma | 4046 | 3976 | 3889 |
|               | 2017 | 2018 | 2023 |